# Magdalena Jasińska
Magdalena Jasińska, z domu Lazańska, Łazańska, Leżańska (ur. ok. 1770 na Podlasiu, zm. 23 lipca 1800 w Warszawie) – polska śpiewaczka i aktorka teatralna.

## Życiorys
Pochodziła ze zubożałej rodziny szlacheckiej, pieczętującej się herbem Jastrzębiec. Wychowywała się pod opieką krewnego, przedsiębiorcy teatralnego Leona Pierożyńskiego, z którym od około 1783 roku przebywała na dworze księcia Karola Radziwiłła w Nieświeżu. Tam została dostrzeżona przez Wojciecha Bogusławskiego, który w 1785 roku zaangażował ją do zespołu teatralnego w Wilnie, gdzie debiutowała rolą Hrabiny w Szkole zazdrosnych Antonia Salieriego. Po ślubie ze śpiewakiem Wojciechem Jasińskim wyjechała na początku 1786 roku do Warszawy, gdzie występowała w Teatrze Narodowym. Porzucona przez męża, związała się ze śpiewakiem Dominikiem Kaczkowskim, któremu urodziła dwójkę dzieci: syna Dominika i córkę Agnieszkę. W Teatrze Narodowym występowała m.in. jako Johasia w Dzierżawcy, czyli Zazdrościach wieśniaczych Giuseppe Sartiego, śpiewała też w Kantacie na dzień inauguracji statui króla Jana III Macieja Kamieńskiego w Łazienkach Królewskich w 1788 roku.
W 1789 roku przeniosła się do Krakowa, gdzie śpiewała w zespole operowym Jacka Kluszewskiego. W 1793 roku została ponownie ściągnięta do Warszawy przez Wojciecha Bogusławskiego,  skąd po upadku insurekcji kościuszkowskiej przedostała się wraz z Dominikiem Kaczkowskim przez Kraków do Lwowa. W latach 1795–1799 występowała z lwowskim zespołem Bogusławskiego. W 1799 roku wróciła wraz z trupą Bogusławskiego do Warszawy, gdzie niedługo potem zapadła na śmiertelną chorobę.
W jej repertuarze operowym znajdowały się m.in. partie Doroty w Krakowiakach i Góralach Jana Stefaniego, Plociuchowej w Pan dobry jest ojcem poddanych Jana Dawida Hollanda, Aspazji w Axurze, królu Ormus Antonia Salieriego. Józef Elsner specjalnie dla niej napisał partię Królowej w operze Herminia, czyli Amazonki. Występowała też jako aktorka tragiczna (m.in. w Hamlecie Williama Shakespeare’a i Meropie Woltera) oraz jako aktorka komiczna w rolach charakterystycznych.
Nieszczęśliwe małżeństwo Jasińskiej oraz jej romans z Dominikiem Kaczkowskim stały się przedmiotem licznych relacji pamiętnikarskich i utworów literackich, pisał o niej m.in. Michał Wołowski.